# المجلس الأعلى لشؤون الأسرة (قطر)
يعد اهتمام المجلس الأعلى لشؤون الأسرة بالكيان الأسري امتداداً لاهتمام دولة قطر بهذا النسيج المتراب فقد نص الدستور القطري في المادة 18 على أن: «يقوم المجتمع القطري على دعامات العدل والإحسان والحرية والمساواة ومكارم الأخلاق». ونص في المادة 19 على أن:«تصون الدولة دعامات المجتمع وتكفل الأمن والاستقرار وتكافؤ الفرص للمواطنين».كما نصت المادة 34 على أن المواطنين متساوون في الحقوق والواجبات العامة، ونصت المادة 35 على أن «الناس متساوون أمام القانون، لا تمييز بينهم في ذلك بسبب الجنس أو الأصل أو اللغة أو الدين». هذا وقد ركز الدستور على مكانة الأسرة فنص في المادة 21على أن «الأسرة أساس المجتمع. قوامها الدين والأخلاق وحب الوطن. وينظم القانون الوسائل الكفيلة بحمايتها وتدعيم كيانها وتقوية أواصرها والحفاظ على الأمومة والطفولة والشيخوخة في ظلها». كما اهتم الدستور بالنشء فنص في المادة 22 على أن «ترعى الدولة النشء وتصونه من أسباب الفساد وتحميه من الاستغلال، وتقيه شر الإهمال البدني والعقلي والروحي، وتوفر له الظروف المناسبة لتنمية ملكاته في شتى المجالات على هدي من التربية السليمة».
وقد عملت الدولة على بناء الأسرة القطرية التي يسودها الوئام والمحبة والتعاطف، وتبنت السياسات والمبادرات والتشريعات الرامية إلى حماية البناء الأسري وأفراد الأسرة، وشجعت المبادرات الهادفة إلى تنميتها وتمكينها من التكيف مع التغيرات التي تطرأ على محيطها وإكسابها القدرة على الاستجابة لهذه التغيرات دون المساس ببنائها أو فقدانها لوظائفها، ولقد توالت هذه الجهود عاما بعد عام حتى وصلت بالأسرة القطرية إلى مستويات متقدمة في الجوانب الصحية والتعليمية والاقتصادية والاجتماعية، وانعكست مستويات التقدم على أعضائها من الأطفال والشباب والمسنين والمرأة وذوي الاحتياجات الخاصة.
أنشئ المجلس الأعلى لشؤون الأسرة برئاسة حرم سمو أمير البلاد المفدى سمو الشيخة موزة بنت ناصر المسند، بموجب القرار الأميري رقم 53 لسنة 1998, تجسيدا لتطلع القيادة السياسية إلى وجود هيئة وطنية عليا لشؤون الأسرة القطرية تعنى بتدارس وتشخيص واقعها واحتياجاتها وتطلعاتها المستقبلية. تعزيزاً لهذا التوجه صدر القرار الأميري رقم 23 لسنة 2002 والذي حدد بأن يتبع المجلس سمو أمير البلاد المفدى مباشرة، وأن يكون للمجلس نائب للرئيس بدرجة وزير. ويسعى المجلس إلى تبني السياسات ووضع الخطط والبرامج وإطلاق المبادرات التي تساهم في الحفاظ على بناء الأسرة بالعمل على تنمية قدراتها وحماية أفرادها.

## وصلات خارجية
- موقع الرسمي